# Nycticeinops eisentrauti
Nycticeinops eisentrauti (Hill, 1968) è un pipistrello della famiglia dei Vespertilionidi endemico del Camerun.

## Descrizione

### Dimensioni
Pipistrello di piccole dimensioni, con la lunghezza dell'avambraccio tra 33 e 36 mm, la lunghezza della coda tra 29 e 37 mm, la lunghezza delle orecchie tra 10 e 13 mm e un peso fino a 8,3 g.

### Aspetto
La pelliccia è lunga, soffice e densa. Le parti dorsali sono marroni scure leggermente rossastre, mentre le parti ventrali sono più chiare, con la base dei peli bruno-nerastra. Le orecchie sono bruno-nerastre, relativamente corte con il margine anteriore convesso e con un piccolo lobo basale, quello posteriore è dritto all'estremità e convesso alla base e l'estremità arrotondata. Il lobo antitragale è piccolo. Il trago è lungo circa un terzo del padiglione auricolare, con l'estremità arrotondata, il margine anteriore quasi diritto mentre quello posteriore è convesso. Le membrane alari sono bruno-nerastre scure e attaccate posteriormente alla base del primo dito del piede. L'estremità della lunga coda si estende leggermente oltre l'ampio uropatagio. Il calcar è provvisto di un piccolo lobo terminale.

## Biologia

### Alimentazione
Si nutre di insetti.

## Distribuzione e habitat
Questa specie è stata descritta attraverso individui catturati in tre zone montagnose del Camerun.
Vive nelle foreste montane, nelle foreste umide e secche tropicali e nelle mangrovie fino a 2.235 metri di altitudine.

## Conservazione
La IUCN Red List, considerati i continui problemi sulla sua tassonomia e sull'assenza di informazioni recenti circa il suo effettivo areale, lo stato della popolazione, i requisiti ecologici e le eventuali minacce, classifica N.eisentrauti come specie con dati insufficienti (DD).